# 天主教卡賓達教區 (安哥拉)
天主教卡賓達教區（拉丁語：Dioecesis Cabindana）是安哥拉一個羅馬天主教教區，屬羅安達總教區。
教區成立於1984年7月2日，位於卡賓達省。2006年有教友233,000人（佔轄區總人口74.9%）、九個堂區、廿五名司鐸。目前教區主教席位處於出缺狀態。